# Stenodynerus pavidus
Stenodynerus pavidus är en stekelart som först beskrevs av Kohl 1905.  Stenodynerus pavidus ingår i släktet smalgetingar, och familjen Eumenidae. Inga underarter finns listade i Catalogue of Life.